# Župnija Šmartno v Rožni dolini
Župnija Šmartno v Rožni dolini je rimskokatoliška teritorialna župnija dekanije Celje - Nova Cerkev škofije Celje.
Do 7. aprila 2006, ko je bila ustanovljena škofija Celje, je bila župnija del celjskega naddekanata škofije Maribor. Do reorganizacije nadekanatov in dekanij Škofije Celje 1. septembra 2021 je bila župnija sestavni del Dekanije Nova Cerkev.